# Mount Maude
Mount Maude – góra w USA, w stanie Waszyngton (Hrabstwo Chelan), położona 22 km na wschód od Glacier Peak. Z wierzchołka w kierunku wschodnim spływa duży lodowiec nazywający się Entitat Glacier, od którego bierze początek Entitat River, jeden z głównych dopływów Kolumbia River.
Szczyt leży na terenie Glacier Peak Wilderness. Jest piątym szczytem pod względem wysokości w parku. Tworzy jeden masyw ze szczytem Seven Fingered Jack znajdującym się w odległości 1,6 km.